# Cucullia subgrisea
Cucullia subgrisea är en fjärilsart som beskrevs av Ronkay 1986. Cucullia subgrisea ingår i släktet Cucullia och familjen nattflyn. Inga underarter finns listade i Catalogue of Life.